# Мірошкіно (Ташлинський район)
Міро́шкіно (рос. Мирошкино) — село у складі Ташлинського району Оренбурзької області, Росія.

## Населення
Населення — 256 осіб (2010; 255 у 2002).
Національний склад (станом на 2002 рік):
- росіяни — 48 %